# Nemesis Records
Nemesis Records foi uma gravadora independente dos Estados Unidos fundada em 1988 na cidade de Long Beach, Califórnia. A editora lançou o primeiro álbum de estúdio da banda The Offspring, que teve o mesmo nome do grupo, The Offspring.